# Kadzji-Saj
Kadzji-Saj (ryska: Каджи-Сай) är en ort i Kirgizistan.   Den ligger i oblastet Ysyk-Köl Oblusu, i den östra delen av landet, 230 km öster om huvudstaden Bisjkek. Kadzji-Saj ligger 1 722 meter över havet och antalet invånare är 4 000.
Terrängen runt Kadzji-Saj är varierad. Runt Kadzji-Saj är det mycket glesbefolkat, med 5 invånare per kvadratkilometer. Det finns inga andra samhällen i närheten. Trakten runt Kadzji-Saj består i huvudsak av gräsmarker.